# MATE
MATE je desktop okruženje za Linux, BSD i illumos operativne sisteme i sastoji se od besplatnog softvera koji je ujedno i otvorenog koda.

## Naziv
Naziv MATE potiče od imena za biljku koja se koristi pri pravljenju Paragvajskog čaja, tj. yerba mate. Naziv je napisan velikim slovima radi praćenja nomenklature drugih desktop okruženja koji su otvorenog koda poput KDE-a i LXDE-a. Rekurzivna skraćenica "MATE Advanced Traditional Environment" je potom opšteprihvaćena od strane velike većine MATE zajednice. Upotrebom novog imena umesto GNOME izbegava se poklapanje imena sa komponentama GNOME 3 desktop okruženja.

## Istorija
Korisnik Arch Linux distribucije poreklom iz Argentine zvani Perberos započeo je MATE projekat kako bi dalje razvijao GNOME 2 desktop okruženje zbog loše prihvaćenosti GNOME 3 desktop okruženja u kojem je tradicionalni taskbar (GNOME Panel) zamenjen sa GNOME Shell-om.
MATE je prvobitno najavljen za Debian 1. novembra 2013. na svom zvaničnom veb-sajtu.
MATE je postao zvanični paket unutar Arch Linux zajednice u januaru 2014.

## Komponentne aplikacije
MATE sadrži nekoliko aplikacija koje su prvobitno dolazile uz GNOME Core paket aplikacija. Programeri su razvili i nekoliko drugih aplikacija. Prepravljene aplikacije imaju nova imena, većinom porekla iz španskog jezika.
| Naziv aplikacije | Prevod sa španskog jezika | Izvorna aplikacija | Opis                                            | Dodatne mogućnosti                                      |
| ---------------- | ------------------------- | ------------------ | ----------------------------------------------- | ------------------------------------------------------- |
|                  | govornica, pult           |                    | Pregledač dokumenata                            | Podrška za epub format Podrška za korišćenje tastaturom |
|                  | kutija                    |                    | Pregledač datoteka                              | Podrška za proširenja                                   |
|                  | spajalica                 |                    | Program za kompresiju podataka                  |                                                         |
|                  |                           |                    | Pregledač slika                                 |                                                         |
|                  |                           |                    | Kalkulator                                      |                                                         |
|                  |                           |                    | Podešavanja za desktop okruženje                |                                                         |
|                  |                           |                    | Grafički prikazuje upotrebu resursa na računaru |                                                         |
|                  |                           |                    | Emulator komandne linije                        |                                                         |
|                  | okvir                     |                    | Menadžer prozora za desktop okruženje           |                                                         |
|                  | konobar                   |                    | Uređivač menija                                 |                                                         |
|                  | pero                      |                    | Uređivač teksta                                 |                                                         |

## Razvoj
u potpunosti podržava GTK 3 frejmvork. Projekat podržavaju glavni programer Ubuntu MATE distribucije Martin Vimpres i tim koji održava  Linux Mint:
Gledamo na MATE kao još jedno desktop okruženje, isto kao i na KDE, GNOME 3, XFCE, itd. i na osnovu popularnosti GNOME 2 desktop okruženja u ranijim verzijama Linux Mint-a, posvećeni smo da ga podržimo i da pomognemo u poboljšavanju. Najpopularnije desktop okruženje za Linux bilo je, i verovatno jeste, GNOME 2.
Nove mogućnosti su dodate u Caja menadžer datoteka poput vraćanja jedan korak unazad/unapred i diff pregledanje za zamene datoteka. U MATE-u 1.6 uklonjene su neke nepotrebne biblioteke, zamenjujući mate-conf (izvorno GConf) sa GSettings-om i mate-corba (izvorno GNOME Bonobo) sa D-Bus.
Jedan od ciljeva MATE programera je da pružaju tradicionalno korisničko iskustvo i ujedno koriste nove tehnologije. U MATE-u 1.20 iz februara 2018. godine dodata je podrška za HiDPI (male ekrane visoke rezolucije) i GTK+ ažuriran je na verziju 3.22. U MATE-u 1.22 mnogi programi su ažurirani tako da koriste Python 3 umesto Python 2 i GDBus umesto dbus-glib. U jednom od budućih izdanja, podrška za Wayland displej server će biti dodata. 

## Istorija izdanja
Napomena: postoji neparan broj verzija između zvaničnih izdanja. Tretiraju se kao verzije u razvoju i ne najavljuju kao zvanična izdanja. 
| Datum izdanja | Verzija                   |
| ------------- | ------------------------- |
| 18. 6. 2011.  | Predstavljen na forumu Arch Linux-a |
| 19. 8. 2011.  | Prvo izdanje              |
| 16. 4. 2012.  | 1.2                       |
| 30. 7. 2012.  | 1.4                       |
| 2. 4. 2013.   | 1.6                       |
| 4. 3. 2014.   | 1.8                       |
| 11. 6. 2015.  | 1.10                      |
| 5. 11. 2015.  | 1.12                      |
| 8. 4. 2016.   | 1.14                      |
| 21. 9. 2016.  | 1.16                      |
| 13. 3. 2017.  | 1.18                      |
| 7. 2. 2018.   | 1.20                      |
| 18. 3. 2019.  | 1.22                      |
| 10. 2. 2020.  | 1.24                      |
| 3. 8. 2021.   | 1.26                      |

## Prihvaćenost
Na MATE veb-sajtu nabrojeno je 27 Linux distribucija i 5 UNIX-olikih operativnih sistema koji podržavaju MATE desktop okruženje. Na veb-sajtu postoji i link ka Distrowatch-u gde se mogu videti sve Linux distribucije koje podržavaju MATE.